# Saint-Gilles (Belgija)
Saint-Gilles (fr.) ili Sint-Gillis (niz.) je jedna od 19 dvojezičnih općina u Regiji glavnoga grada Bruxellesa u Belgiji.
Graniči s briselskim općinama Grad Bruxelles, Ixelles, Vorst i Anderlecht.
Ovu četvrt karakterizira iznimno heterogeno stanovništvo. Uz izvorne belgijske zajednice ovdje žive i pripadnici francuske, grčke, marokanske, poljske, španjolske i portugalske zajednice. Svake godine na Trgu Van Meenen održava se festival briselske portugalske zajednice.
Charles Picqué je dugogodišnji načelnik ove općine.

## Vanjske poveznice
- (fr.) (nizoz.) Službena stranica općine